# 歐陽娜娜
歐陽娜娜（2000年6月15日—），祖籍江西吉安，生於臺北市，中華民國女演員、歌手、大提琴家，是中華民國政治人物歐陽龍的二女，肄業於柯蒂斯音樂學院，畢業於臺北市立敦化國民小學、國立臺灣師範大學附屬高級中學國中部及伯克利音樂學院。

## 生平

### 早年
歐陽娜娜，祖籍江西省吉安縣橫江鎮老屋下村，2000年出生于臺北市。
4歲，開始上音樂欣賞課。5歲半，開始學鋼琴，6歲時，由大提琴老師廖美英啟蒙，改學大提琴。7歲時，進入世紀兒童交響樂團，接受廖年賦教授指導。8歲時，以大提琴主修第一名成績考進臺北市立敦化國民小學音樂班。
11歲時，獲得全國音樂比賽國小組大提琴獨奏冠軍並以特優第一名保送師大附中國中部音樂班。12歲時，成功舉辦了第一場個人演奏會，成為國家音樂廳有史以來年紀最小的獨奏家。
13歲時，考上美國柯蒂斯音樂學院，並獲得全額獎學金，2015年自該校休學。

### 走紅
2014年，凭借爱情电影《北京爱情故事》开始在影视圈崭露头角。

2015年，首次登上大陸国家大剧院的舞台，举行个人大提琴独奏会；随后凭借青春热血电影《破风》获得第7届澳门国际电影节最佳女配角提名。
2016年6月，因主演时尚爱情剧《是！尚先生》获得更多关注；10月主演的喜剧动作片《王牌逗王牌》上映。
2017年，主演青春校园电影《秘果》。
2018年6月14日，18歲的歐陽娜娜重返校園，入學美國伯克利音樂學院。
2019年，被《富比世》雜誌以「台灣音樂家、演員」的身分，入選為「亞洲10大領域30位30歲以下傑出青年」。
2024年，从伯克利音乐学院毕业，获得毕业文凭，但未获本科学位。
2025年5月，獲聘為吉安文化旅遊大使。

## 爭議

### 站在機場行李推車上
歐陽娜娜在澳洲拍攝成龍的電影《機器之血》，2016年8月22日在Instagram放上自己在的自拍照。照片中，她穿著全身黑色套裝，不顧安全、違反規定雙腳踩在機場行李推車上面，還雙手插進口袋擺出酷帥姿勢。此舉被網友認為是破壞公物，罵翻「沒水準」、「身為公眾人物還如此做出不良示範，果真是有其姊必有其妹」，更被譏步上姊姊歐陽妮妮「坐賣場購物車」的後塵。更有不少粉絲在照片下留言「妳想和妳姊姊一樣嗎」、「完全沒有記取先前歐陽妮妮的教訓」。

### 鸚鵡照
2017年5月9日，歐陽娜娜在替雜誌《T Magazine》拍攝的時尚型錄中，她在一張照片中緊握鸚鵡，並在Facebook寫道「作為道具的鸚鵡」、「鸚鵡飛在她身邊那麼輕巧自然」等字句。此照引起愛鳥人士反彈，認為其握法會傷及鸚鵡。

### 造假指控
2017年11月11日，欧阳娜娜参加中国大陆浙江卫视综艺节目《演员的诞生》，和金马影帝刘烨演了“父女琴深”和“我的父亲母亲后传”两场戏。事后被指造假，刘烨点评欧阳娜娜的演技其實根本不在场，节目组却将她用圖像處理的方式放进现场，导致评委实际上对着空气评论，事件曝光后，在网上引发争议。

## 相關事件

### 父親「台獨」言論
2019年3月21日下午，歐陽娜娜在微博、Facebook和Instagram發聲表明「我是中國人」，「我為我身為中國人驕傲，我永遠記得我的祖籍是江西吉安，永遠記著在老家族譜上看到自己的名字時的那份感動」，引發網民熱議。此次發聲原因是大陸的北京電視台文藝頻道《每日文娛報道》在報道歐陽娜娜同關曉彤、張子楓和文淇一同以95後新「四小花旦」的身份登上《美麗佳人》中國版雜誌封面時，將歐陽娜娜的部分剪掉。網民隨後猜測電視台此舉的原因，發現歐陽娜娜的父親、中國國民黨發言人歐陽龍3月初曾在國民黨中常會上重申「不統、不獨、不武」，對一國兩制無共識的主張，於是將之解讀為「台獨」言論。随后中國國務院防範和處理邪教問題辦公室官方微博「中國反邪教」22日发文称其母亲傅娟曾在其年幼时带领三位女儿观看具法轮功背景的“神韵演出”而令各种争议进一步加深。
歐陽娜娜表明自己的「愛國」立場後，歐陽龍為女兒打抱不平。他認為，自己所強調的「九二共識一中各表」的立場「已經20幾年」，憑這件事給女兒「扣帽子，是很滑稽的事情」，指稱民主進步黨應為兩岸關係負起責任。
2019年3月23日接受中國大陸央視《中國電影報道》采訪，歐陽娜娜自事件後首度受訪出聲，表示無論自己是台灣、香港、北京或是哪裡，「其實我都是中國人」。她表示，自己發出的文字，都是她內心真實的想法和心裡話，「希望可以通過自己小小力量，做為一個00後的留學生也好、一個中國人也好，我希望大家可以聚集在一起，勇敢地去表達自己的立場，更努力地團結起來，讓祖國為我們驕傲」，「今年是新中國成立70周年，在這裡我要祝我偉大的祖國繁榮昌盛，我愛我的祖國」，并歌唱《我和我的祖國》，再度引發爭議。

### 微博轉發支持香港警察
2019年時值香港反對逃犯條例修訂草案運動（又被稱為「反修例風波」）愈演愈烈，8月14日晚上歐陽娜娜在微博轉發《人民日報》我也支持香港警察貼文，並加上簡化字標籤「#香港是中国香港#」及繪文字「🇨🇳♥️」，引發许多台灣網友的争议。

### 出席央视國慶晚會獻唱《我的祖國》
2020年9月26日，中國中央電視台公佈十一國慶晚會演出陣容，其中歐陽娜娜與香港藝人任達華及惠英紅、澳門藝人麥嘉欣及杜江、童瑤等大陸藝人共同合唱中華人民共和國愛國歌曲《我的祖國》。在央視官方微博釋出的預告片中，歐陽娜娜表示：「大家一起合唱，又是一種特別澎湃的方式，覺得期待又激動，同時也挺興奮」。消息公佈後，中華民國行政院大陸委員會表示，中共當局安排台灣人士參與十一慶典，目的是宣傳一國兩制台灣方案，向台灣施壓，呼籲「不應參加相關活動，淪為中共對台統戰樣板工具」。中華民國文化部指出，陸委會將根據《兩岸人民關係條例》的有關規定判定相關行為是否違法，當中若有涉及文化部主管事項，將配合陸委會依法核處，若經核實將被處以新台幣10萬元以上50萬元以下罰款，並得按次連續處罰。中華人民共和國国务院台湾事务办公室發言人馬曉光回應指，台灣藝人赴大陸參加兩岸影視交流活動，與大陸歌手同台演出是觀眾們喜歡、國台辦積極支持的行為，批評民進黨當局動輒威脅恐嚇與大陸交往的台灣民眾，只能說是「欲加之罪，何患無辭」。

### 庆祝农历新年被出征
欧阳娜娜是2023年由中国网络发起「农历新年正名运动」而被出征的知名人士之一，她于1月21日在IG上分享与家人穿上喜气红衣的温馨照时，因未使用「Chinese New Year」而遭到中国极端网民的洗版和批击。

### 台當局點名打壓
陸委會主委邱垂正5月14日點名歐陽娜娜唱和中國，列入重點對象擬懲處開罰，副主委梁文傑表示「懲罰其實是一種支持」。

## 音樂作品

### 錄音室專輯
| 專輯 # | 專輯名稱                | 專輯類型     | 發行公司 | 發行日期       | 曲目 |
| ------ | ----------------------- | ------------ | -------- | -------------- | --- |
| 1st    | 童話三部曲: NANA I      | 三張數字EP.1 | 索尼音樂 | 2020年6月9日   | 曲目 1. The Best For You 2. Tell Me You Do Too 3. To Be Happy |
| 1st    | 音樂計畫三部曲: NANA II | 三張數字EP.2 | 索尼音樂 | 2020年11月6日  | 曲目 1. 雙子 (Gemini) 2. 未曾許諾的花園 (Secret Garden) 3. 仿生人 (Alike) |
| 1st    | 童話三部曲: NANA III    | 三張數字EP.3 | 索尼音樂 | 2021年4月23日  | 曲目 1. 無名浪潮 (THE RED TIDE) 2. You just made me cry 3. 女孩 (THE GIRL) |
| 1st    | 音樂計畫三部曲: NANA 藏 | 實體大碟     | 索尼音樂 | 2021年7月16日  | 曲目 1. The Best For You 2. Tell Me You Do Too 3. To Be Happy 4. 雙子 (Gemini) 5. 未曾許諾的花園 (Secret Garden) 6. 仿生人 (Alike) 7. 無名浪潮 (THE RED TIDE) 8. You just made me cry 9. 女孩 (THE GIRL) 10. 藏 (at last) |
| 2nd    | Live Today              | 實體大碟     | 太合音樂 | 2022年9月5日   | 曲目 1. Ringtone (Intro) 2. 1-4-3 3. Saving 4. One More Day 5. Liar 6. Goodbye 7. Sorry 8. Live Today 9. Falling Back To You 10. Bedtime Story 11. Nocturne (Outro)                                                       |
| 3rd    | The Star 初星           | 實體大碟     | 太合音樂 | 2023年10月21日 | 曲目 1. 雨 Rain 2. Lilith 莉莉絲 3. 不知道 Miss you 4. 今日三兩事 All I wanna do 5. 瑪格麗特 Endless Summer 6. 狗勾 Puppy 7. 鏡子 hopeless 8. 煩惱盒子 The Companion 9. 二十二 22 10. Mama Said 媽媽説                    |

### 音樂單曲
- 2017年：秘語  (電影《秘果》推廣曲) 作詞：吳斌/作曲：林采欣
- 2018年：樹洞  (18歲成年禮單曲) 作詞：吳斌/作曲：林采欣
- 2019年：To Me 作詞：元若藍/作曲：竇靖童
- 2020年：一心一念  (電視劇大主宰片尾曲) 作詞：吳斌/作曲：林采欣
- 2024年：人魚的眼淚[41]（抖音「銀河方舟（STARNATION）」音樂企劃）、与灿烈合唱

## 演出作品

### 電影
| 上映年份 | 電影名稱         | 角色   |
| -------- | ---------------- | ------ |
| 2014年   | 《北京愛情故事》 | 劉星陽 |
| 2015年   | 《破風》         | 陳意蕎 |
| 2016年   | 《王牌逗王牌》   | 洛家欣 |
| 2017年   | 《美好的意外》   | 星星   |
| 2017年   | 《秘果》         | 于池子 |
| 2017年   | 《機器之血》     | Nancy  |
| 2019年   | 《武動天地》     | 巧玲   |
| 2021年   | 《1921》         | 陶玄   |
| 2024年   | 《解密》         | 情報員 |
| 2025年   | 《獨一無二》     |        |

### 電視劇
| 播出年份 | 首播平台 | 電視劇名稱             | 角色   |
| -------- | -------- | ---------------------- | ------ |
| 2016年   | 湖南衛視 | 《是！尚先生》         | 鹿小葵 |
| 2020年   | 愛奇藝   | 《北靈少年誌之大主宰》 | 洛璃   |
| 2024年   | 騰訊視頻 | 《永安夢》             | 沈甄   |
| 2024年   | 騰訊視頻 | 《冰雪謠》             | 米蘭   |

## 出版品
| 出版日期      | 書名                                   | 作者                     | 出版             | ISBN               |
| 2006年8月1日  | 《小朋友美力》                         | 傅娟、歐陽妮妮、歐陽娜娜 | 大塊文化         | ISBN 9789867059307 |
| 2010年7月29日 | 《家有友友娜：歐陽娜娜的音樂冒險》     | 傅娟、歐陽娜娜           | 親子天下         | ISBN 9789862411742 |
| 2014年8月1日  | 《成為最好的自己：歐陽娜娜的音樂冒險》 | 傅娟、歐陽娜娜           | 北京聯合出版公司 | ISBN 9787550233348 |
| 2018年6月19日 | 《I AM NANA》                          | 歐陽娜娜                 | 平裝本           | ISBN 9789869623643 |
| 2018年9月1日  | 《18 Eighteen》                        | 欧阳娜娜                 | 中國友誼出版公司 | ISBN 9787505744233 |

## 獎項紀錄
| 年份 | 典禮類型             | 獎項                 | 作品           | 結果  |
| ---- | -------------------- | -------------------- | -------------- | ----- |
| 2017 | 第8屆金掃帚獎        | 最令人失望集體表演   | 《王牌逗王牌》 | 提名  |
| 2018 | 第9屆金掃帚獎        | 最令人失望女演員     | 《機器之血》   | 提名  |
| 2018 | 美國《時人雜誌》評選 | 中國十大演技最爛演員 | 最爛演員       | 第1名 |

## 外部連結
- 歐陽娜娜的Facebook專頁
- 歐陽娜娜的新浪微博
- 歐陽娜娜的Instagram帳戶
- YouTube上的歐陽娜娜頻道
- 歐陽娜娜的哔哩哔哩个人空间
- 欧阳娜娜的抖音账号
- 欧阳娜娜的小红书账号
- 歐陽娜娜在香港影庫上的簡介
- 歐陽娜娜在豆瓣上的资料（简体中文）